# A-36 (航空機)
A-36 アパッチ
飛行するA-36A (1943年撮影)
- 用途：攻撃機
- 分類：急降下爆撃機
- 設計者：エドガー・シュミュード
- 製造者：ノースアメリカン・エイヴィエーション社
- 運用者： アメリカ陸軍航空隊
- 初飛行：1942年10月
- 生産数：500機
- 運用開始：1942年
- 退役：1945年
- ユニットコスト：49,000USドル[1]

A-36 アパッチ（North American A-36 Apache ）は、ノースアメリカン社が開発し、第二次世界大戦中にアメリカ陸軍航空隊(USAAF)などによって運用された攻撃機。
公式の愛称はアパッチ(インディアンのある一派の総称)だが、現場ではインヴェイダー(Invader、侵略者)やP-51と同じマスタング(Mustang)というニックネームの方が親しまれた。

## 概要
急降下爆撃機として運用された。同メーカー製の戦闘機P-51の派生型。
基本設計はエンジンにアリソン製V-1710を搭載したP-51の初期生産型（マスタングI）と同じであるが、主翼両面には角形のダイブブレーキが新設されている。A-36Aは500機が生産され、1944年に第一線を退くまで北アフリカ、地中海、イタリア、インド、ビルマの各戦線で使用された。

## 開発経緯
1942年2月にイギリス空軍(RAF)の陸軍との直協スコードロン(連合して組まれた飛行中隊のこと)にマスタングI（マスタング Mk.I）が配備されるに伴い、同機は低空偵察や地上部隊の援護を任務として実戦に投入され始めた。マスタングIは既に運用に入っていたP-40を補完する目的でまずRAFのNo.26スコードロンに配備され、1942年6月までには取り急ぎ10個のスコードロンに配備された。マスタング初の空戦は1942年8月19日にフランスのディエップ上空で行われた。No.414スコードロン所属の1機が、当時敵なしだったFw 190と遭遇しこれを撃墜した。これはマスタング初の敵機撃墜としても報告されている。V-1710は1段のスーパーチャージャーしか持たなかったため高空性能は制限されていたが、マスタングIの優秀な働きにRAFは狂喜した。
一方、当時のノースアメリカン社長であったジェイムズ・ハワード・キンデルバーガーはアメリカ陸軍航空軍（USAAF）にもマスタングの売り込みを図り、新戦闘機導入のための部隊の再編・新設を要求していた。結果的にマスタングはP-51として制式採用されることとなるが、47機がUSAAFに納入されたところで新戦闘機導入の財源としていたイギリスとのレンドリース分の予算を使い果たし、1942年度の資金は底をついてしまう。しかし、当時軍用機調達を担当していたオリヴァー・エコールズ(Oliver Echols)将軍はP-51を生産させ続けるべきという意見を抱いていた。

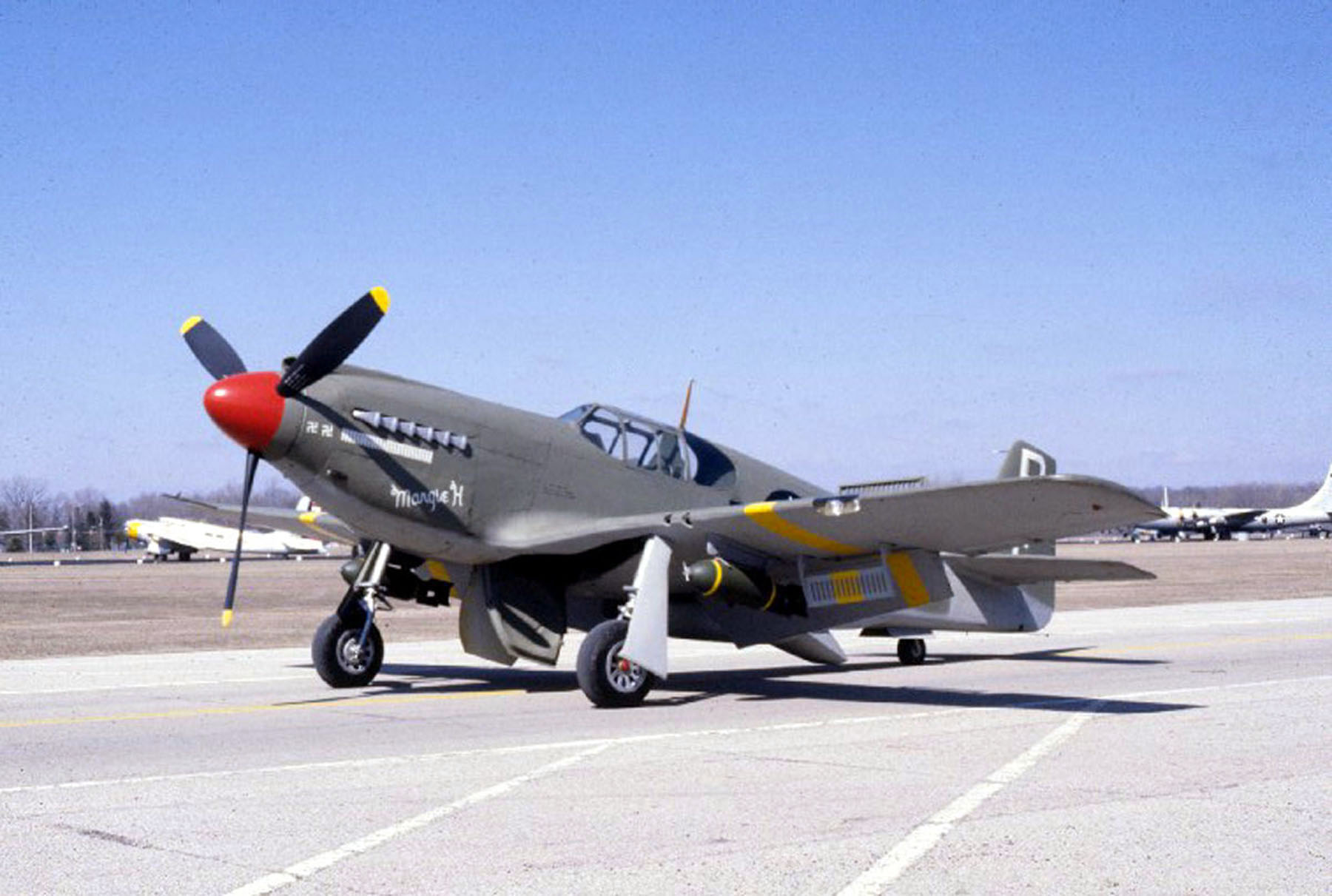
主翼両面に展開しているスリットの入った四角いプレートがA-36Aに固有のダイブブレーキ

そこで余裕があった攻撃機開発の予算に目をつけ、エコールズはP-51を急降下爆撃機へ改修する旨をノースアメリカンに指示した。こうして爆弾懸架装置とダイブブレーキをP-51に追加したA-36Aの納入契約が1942年4月16日に取り結ばれた。爆弾搭載架の装着自体はRAFの要求で行われた長距離フェリー飛行プログラムで既に実験済みであった。延べ40,000時間に及ぶ技術的研究、8分の1スケール模型を用いた風洞実験は1942年6月には完了、基本的にP-51のフレームとV-1710エンジンを流用しつつ、高い応力がかかる箇所には構造上の強化を施し、主翼両面で1組の油圧作動式鋳造アルミニウム製ダイブブレーキを導入した。爆弾搭載量は500ポンド×2基。なお、主翼は爆弾搭載架と4枚のダイブブレーキの設置ために再設計を余儀なくされている。
A-36Aの初号機・シリアル42-83663は1942年9月にノースアメリカンのイングルウッド工場で完成した。10月には初飛行して各種試験が急ピッチで進められ、完成した機体から順次部隊へ配備された。A-36AはマスタングIと同じく6挺の12.7mm機銃（ブローニングM2）を装備しており、4挺は両主翼内に、2挺は機首に装備されていた。また、エンジンは高度約1,000mで1,325hpを発揮可能なV-1710-87に換装されたが、過給機の性能は本質的に同じであったため高度約4,000mより上空ではマスタングIと同様に出力が大きく低下した。プロペラはP-51同様、カーチス・エレクトリック社製の3翅プロペラが使用された。P-51系列は後に4翅タイプにプロペラが換装されるのだが、A-36はずっと3翅タイプのままだった。
なお、USAAFはA-36Aと同時に310機のP-51Aの発注も行った。P-51Aは落下式増槽を装着可能で、翼内に4挺の12.7mm機銃を有し、1,200hpのV-1710-81を搭載している点などがA-36Aと異なっていた。A-36Aと同じくP-51Aも爆弾搭載架を備えていたが、もともと戦闘爆撃機として使用する意図はなかったとされる。
P-51系列はD型以降になると主翼下にHVARロケット弾架を設置可能になるが、A-36にレトロフィットされることはなかった。

## 運用・実戦

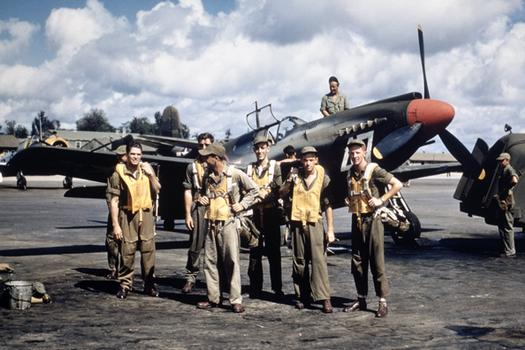
A-36Aを使用した訓練部隊

A-36Aの初期ロットはトーチ作戦中にUSAAFの第27戦闘爆撃部隊（4個スコードロンで構成）と第86戦闘爆撃部隊に配備された。1943年3月、フランス領モロッコのラセル・マ(Rasel Ma)に展開していた第27部隊にA-36Aで訓練を積んだ第86部隊がパイロットと共に合流、4月には第27部隊もA-36Aを受領し同部隊はA-20とA-36Aの混成となる。そうして1943年5月末までに300機のA-36Aが地中海に配備されている。1943年6月6日には両部隊のA-36Aがパンテッレリーア島への侵攻作戦に参加、同島は結果的に連合軍の手に落ち、シチリア侵攻（ハスキー作戦）中には第27部隊と第86部隊の拠点となった。
第27部隊と第86部隊はシチリア侵攻において積極的に地上部隊支援に加わり、連合軍の進行に伴って前線の銃座の排除や敵地上拠点の一掃で大きな役割を果たす。この作戦中、第27部隊の隊員達の間ではA-36にアパッチよりもふさわしいインベーダーの愛称を付けようという提案がなされ、非公式名でありながらその使用が認められることとなった（なお公式の愛称であるアパッチはほとんど使用されることがなかった）。一方、戦闘レポートではP-51も含めてマスタングの名称を使用することが好まれていたらしい。また、ドイツ軍は畏怖をこめて「スクリーミング・ヘルダイバー」の名でA-36を称えた。
急降下爆撃という本来の任務の傍ら、地中海のA-36Aは総計84機の敵機撃墜を記録し、第27部隊からはミッチェル・ルッソ(Michael Russo)中尉がエース・パイロットとなった（彼はV-1710搭載マスタングを乗機とした唯一のエースである）。しかし、運用される戦線が拡大するに従い比較的高い損失を記録するようになり、少なくとも177機のA-36Aが撃墜されている。原因の一つは常に矢面に立つという危険な任務を遂行していることで、敵の集中砲火を浴びることも少なくなかった（ドイツ軍はいくつかの丘陵の頂上からワイヤーを張り巡らせ、低空で侵入してきたA-36Aを文字通り罠にかけるというような大胆な作戦も行っている）。また、A-36Aを含めたマスタングの唯一の欠点に冷却システムの脆弱性があり、これも損失の増加に拍車をかけていたと考えられる。こうしてヨーロッパ戦線のA-36Aは1944年の6月までにはP-38とP-47にその役割を譲った。
A-36Aは太平洋戦線の第311戦闘爆撃部隊でも稼動した。第311部隊はオーストラリア経由で1943年晩夏にインドのディンジャン(Dinjan)に到着した。その内2個スコードロンはA-36Aを装備し、1個スコードロンはP-51Aを使用した。A-36Aは偵察、急降下爆撃、空戦を任務とし、同戦線でのライバルであった大日本帝国陸軍の一式戦闘機を性能的には凌駕していたと考えられる。一式戦闘機は運動性（小回りの良さ）においてはどの高度でもA-36Aより優れていたが、武装・防弾装備の貧弱さが欠点であった。しかし、A-36Aの長距離侵攻任務では敵を避けるために比較的高高度での飛行を余儀なくされ、V-1710の高空性能の悪さのために苦戦を強いられた。ビルマにおける護衛任務では空戦において3機のA-36Aが撃墜されており、敵側の損失は皆無であった。太平洋戦線における活動も1943年から1944年まで続けられたものの、目立った戦果はない。
部隊に残存した少数のA-36Aは終戦まで使用されており、練習機としても利用されている。実戦参加期間が比較的短いので存在は目立たないが、連合軍の戦果、特に地中海戦線での勝利に大きく貢献していたと説く文献もある。

### 機体に対する評価
実戦においてA-36Aは優秀な機体であった。ダイブブレーキを展開すれば高度約4,000mから垂直降下が可能で、急降下速度は最大でも630km/h程度で安定した。目標や弾幕にもよるが、爆弾は高度約650mから1,300mで投下し、その後は急速に上昇させるのが一般的な戦法であった。A-36は急降下爆撃機としては成功を収め、爆撃精度、強靭さ、静粛性といった点での評価は高い。
ダイブブレーキのおかげで非常に安定した降下が可能となっていたが、その一方でダイブブレーキに纏わるいくつかの不穏な逸話が存在している。まず運用開始直後には、油圧の変動のためにダイブブレーキが全て均一に展開せず、それが降下中に若干のロールを生じさせ、狙いを妨げるという問題が発覚した。これにはすぐに技術的改善が施され、精度の高い爆撃を行えるようになったとされる。しかし、ダイブブレーキに欠陥ありという噂は止むことがなかったようである。
ダイブブレーキとの因果は不明だが、一時期、A-36Aを使用した訓練の時間当たりの事故率が他のUSAAF機を使用したものに比べて最も高くなるという事態が起こっている。さらに720km/hの急降下中にパイロットが引き起こしを行おうとした際、両主翼が千切れるという致命的な事故も発生していた。その後、A-36Aを運用する部隊はダイブブレーキを使用した急降下爆撃を行うことは禁止され、降下角がせいぜい70度程度の”滑空爆撃”を行うように通達されている。この命令はベテランパイロットには無視されがちであったが、いくつかの部隊では油圧モーターの改善が行われるまでワイヤーでダイブブレーキを縛り付けていたとされる。一方これに対し、第27部隊の第522スコードロンに所属していたチャールズ・ディルズ元大尉は「私は43年11月から44年3月まで94回の任務中A-36を39回飛ばしたが、イタリアでの戦闘中にダイブブレーキがワイヤーで止められていたことなどなかった。この噂はルイジアナ州バトンルージのハーディング飛行場で訓練を行っていた部隊から流れたものに違いない」と戦後のインタビューで力説している。

## 主要諸元(A-36A)
出典: National Museum of the USAF
諸元
- 乗員: 1
- 全長: 9.83 m （32 ft 3 in）
- 全高: 3.71 m （12 ft 2 in）
- 翼幅: 11.28 m（37 ft 0.25 in）
- 運用時重量: 4,535 kg （10,000 lb）
- 動力: アリソン V-1710-87 液冷V型12気筒 レシプロ、988 kW （1,325 hp）   × 1

性能
- 最大速度: 590 km/h （315 kt） 365 mph
- 巡航速度: 400 km/h （215 kt） 250 mph
- 航続距離: 885 km （550 海里）
- 実用上昇限度: 7,650 m （25,100 ft）

武装
- 固定武装: ブローニング M2 12.7mm機銃6挺
- 爆弾: 500lb (230 kg) まで両翼下のハードポイントに搭載可能（2発）

## 現存する機体
| 型名     | 番号              | 機体写真 | 所在地                      | 所有者                 | 公開状況 | 状態     | 備考 |
| -------- | ----------------- | -------- | --------------------------- | ---------------------- | -------- | -------- | --- |
| A-36A-NA | 42-83665 97-15883 |          | アメリカ オハイオ州         | 国立アメリカ空軍博物館 | 公開     | 静態展示 | 「Margie H」。1946年にケンドール・エヴァーソン氏(Kendall Everson)が復興金融公庫から取得し、レース番号44を付けて自身が開催するケンドール・トロフィー・レースに参加し、608.213km/h(377.926mph)を記録して同大会で優勝したスティーヴ・ベヴィル(Steve Beville)駆るP-51Dの次点に着くという成績を収めた。その後15や2の番号に替えてレースに出場し、1963年に同機を取得したチャールズ・P・ドイル氏(Charles P. Doyle)によって1971年に寄贈された。 |
| A-36A-NA | 42-83731 97-15949 | 写真     | アメリカ カリフォルニア州   | トム・フリードキン氏   | 非公開   | 飛行可能 | 所有者が近年死去したが、その後の所有状況は不明。旧塗装 |
| A-36A-NA | 42-83738 97-15956 | 写真     | アメリカ マサチューセッツ州 | アメリカ遺産博物館     | 公開     | 飛行可能 | |